# Pileolum kirbyi
Pileolum kirbyi är en insektsart som beskrevs av Bolívar, I. 1917. Pileolum kirbyi ingår i släktet Pileolum och familjen Pyrgomorphidae. Inga underarter finns listade i Catalogue of Life.